# 森里弗特雷斯 (伊利諾伊州)
森里弗特雷斯（英語：Sun River Terrace）是位於美國伊利諾伊州坎卡基縣的一個村落。

## 地理
森里弗特雷斯的座標為41°07′35″N 87°44′05″W / 41.12639°N 87.73472°W，而該地最高點為海拔高度190米（即623英尺）。

## 人口
根據2010年美國人口普查的數據，森里弗特雷斯的面積為1.47平方千米，當中陸地面積為1.47平方千米，而水域面積為0.00平方千米。當地共有人口528人，而人口密度為每平方千米359人。